# 黃秋茂
黃秋茂（1921年9月3日—2002年5月24日），臺南市人，臺灣旅日企業家、慈善家，名譽哲學博士，為秋茂園創辦人。

## 生平
黃秋茂於1921年生於臺南市西門路 ，幼年貧苦與母親相依爲命，每日放學以替人放牧維生並協助雙親扶養五名兄弟姐妹。5歲時，母逝。14歲時自立人國校畢業，於林百貨打雜。16歲時，黃秋茂遠赴日本大阪，首先於毛巾批發公司工作，後他利用積蓄於關西大學學習化學，於24歲時在大阪經營IZUMI油脂化學工業所（現·イズミ株式会社）生產肥皂及魚油，負責將魚油從北海道送往大阪，同時自18歲起在北海道經營毛皮產業。第二次世界大戰期間與戰後時期，肥皂因供應短缺而大賣，黃秋茂在這段期間與一名日籍女子結婚並育有三子。黃秋茂經年累月將所得儲蓄用於投資房地產與紡織業而發家。此後其於和歌山縣白濱町經營兩家旅館，黃將白濱視為其第二故鄉，現今白濱當地許多神社仍有黃秋茂署名奉獻的狛犬與金銀器具。黃秋茂致富後歸國從事慈善公益事業，將收入三分之一提出作為慈善工作基金，其經常提供贈品予小學生並鼓勵學子積極向學，所贈送之金牌上時常銘刻「忍耐堅強」四字作為待人處事的座右銘。黃有感於幼年窮到沒錢吃水果也欠缺遊樂地點，遂於1958年以伊甸園為藍圖構思規劃興建第一座「秋茂園」於自己的故里臺南市，黃在開園典禮中表示自己於異國的成就「完全是拜中國國民黨總裁蔣中正與已故母親所賜，因此要知恩圖報、盡自己最大的能力建設祖國」。1967年，黃秋茂為響應時下「全民體育」的政策推動，委託臺南市橄欖球委員會舉辦第一屆秋茂盃橄欖球錦標賽，費用均由黃秋茂本人支出。1968年，又繼續開辦第一屆秋茂全國學童棒球錦標賽。在日期間，黃受日本法務大臣委託監護、輔導假釋出獄的問題青年，其因此有感於日本社會上物質生活與精神生活脫節從而到處充斥嬉皮與問題青年的現象，決心回國提倡體育、音樂活動，並購置大量樂器贈送各級學校使青少年能有適當的娛樂。1972年中日建交以後，黃秋茂因痛恨日本與中共建交開始長住臺灣，將在日本的部分產業遷移回國，並於1974年籌資新台幣千餘萬元在苗栗縣通霄鎮省縱貫公路旁購地八公頃興建「秋茂公德公園」，即現今的苗栗秋茂園。1973年3月1日，獲中華學術院頒贈名譽哲士學位。1979年10月31日，將苗栗秋茂園捐予中國青年救國團作為青少年育樂活動中心。1988年，黃秋茂捐出新台幣三千萬元在苗栗秋茂園北側山坡地上闢建可容納1300座塔位的納骨堂「友愛靈園」（或稱為「秋茂靈園」），全域共有佛教、道教、基督教、天主教等四教墓區、占地7.5公頃，完全免費開放供退休榮民及低收入戶使用。黃秋茂在臺期間先後投入參與出資建校、幫助球隊、捐獻孤兒院、設基金會濟助貧苦學生、捐款予慈善機構、贈六萬坪土地予救國團、送一座山予臺南市開發果園供市民遊樂等善舉。1990年代，於日、臺兩國先後發生阪神大地震與集集大地震時皆曾捐款協助日本與臺灣當局賑災、重建。2002年，黃秋茂辭世，享壽81歲。

## 逸事
- 黃秋茂年幼時曾因飢渴難耐而偷摘他人果園栽植的水果，被果園主人發現後慘遭毒打。返家後母親得知事發經過，立刻帶黃秋茂前往果園主人家道歉，卻不但未能得到主人諒解反而再被主人一頓責罵。黃秋茂受了打擊後，便立下日後建立人間樂園供人免費遊覽還能自由採集水果的心願。[14][1]
- 1981年，編導陳俊全獲得黃秋茂首肯將其生平事蹟拍成電影《媽！不要死在我背上》，由李小飛飾演黃秋茂、楊惠珊與柯俊雄飾演黃秋茂的父母，黃也有心以「不能以營利為目的」的條件協助國家發展電影事業。[11][15]但電影上映後，黃秋茂召開記者招待會指責內容歪曲事實，且幾次事前要求片商須先予自己過目劇本卻直至最終都未能查看；事後黃向新聞局、海工會、文工會提出陳情，並控告出品片商宏昇有限公司妨害名譽。[16]新聞局電影事業處處長蔣倬民則表示了解黃秋茂的處境並已通知片商不得再於電影廣告上打出「根據黃秋茂真人真事改編上銀幕」等字句，但由於黃曾簽署「原則同意拍片書」致使電影處無法調回該片停映，建議黃循民事訴訟法程序解決。[17]

## 外部連結
- 旅日侨领黄秋茂，热心祖国教育，教厅决予表扬, 中央日报, 1968年2月18日 （页面存档备份，存于）
- 去国乡心梦萦魂牵，兴学建设独遣旅情，不断举办社会教育事业，黄秋茂对家国贡献良多, 台湾新生报, 1968年2月20日 （页面存档备份，存于）